# Макс Бреске
Макс Бреске (нім. Max Bröske, 25 липня 1882 — 13 березня 1915) — німецький академічний веслувальник.
Бронзовий призер Олімпійських Ігор 1912 року в складі вісімки.